# Мирне (Беїмбета Майліна район)
Ми́рне (каз. Мирный) — село у складі району Беїмбета Майліна Костанайської області Казахстану. Входить до складу Новоільїнського сільського округу.
Населення — 40 осіб (2021; 111 у 2009, 252 у 1999, 386 у 1989).
У радянські часи село називалось Мирний.